# کرونوسپان
کرونوسپان (انگلیسی: Kronospan) شرکت خوشه‌ای اتریشی است، که در سال ۱۸۹۷ تأسیس شد.